# .lu
.lu è il dominio di primo livello nazionale assegnato al Lussemburgo.